# 拉朗德
拉朗德（法語：Lalande，法語發音：[lalɑ̃d]）是法国约讷省的一个市镇，属于欧塞尔区。

## 地理
拉朗德（47°40'55"N, 3°19'14"E）面积10.13 平方千米，位于法国勃艮第-弗朗什-孔泰大區约讷省，该省份为法国中北部内陆省份，西接卢瓦雷省，西北接塞纳-马恩省，南至涅夫勒省，东临科多尔省，东北与奥布省接壤。
与拉朗德接壤的市镇（或旧市镇、城区）包括：瓦讷河畔穆兰、方丹、丰特努瓦、勒尼、莱维。

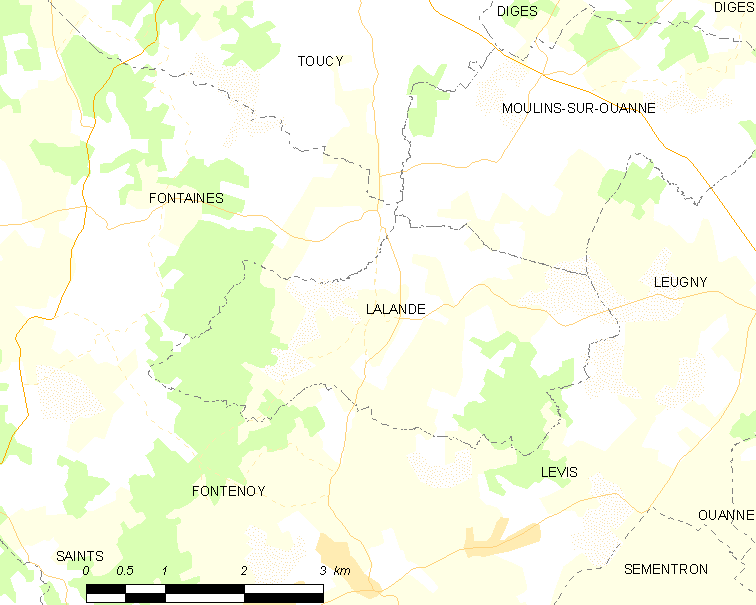
拉朗德的OSM定位图

拉朗德的时区为UTC+01:00、UTC+02:00（夏令时）。

## 行政
拉朗德的邮政编码为89130，INSEE市镇编码为89217。

## 政治
拉朗德所属的省级选区为皮赛中心县。

## 人口

1962-2008年间拉朗德人口变化图示

拉朗德于2022年1月1日时的人口数量为133人。